# Getter Jaani
Getter Jaani (ur. 3 lutego 1993 w Tallinnie) – estońska piosenkarka muzyki pop. 
Uczestniczka trzeciej edycji programu Eesti otsib superstaari (2010). Reprezentantka Estonii w 56. Konkursie Piosenki Eurowizji (2011).

## Życiorys
Urodziła się 3 lutego 1993 roku w Tallinnie. Jej rodzice byli choreografami, więc jako dziecko miała styczność z tańcem i muzyką. Kiedy miała 16 lat, wzięła udział w przesłuchaniach do trzeciej edycji talent show Eesti otsib superstaari i zajęła w niej ostatecznie czwarte miejsce. Po udziale w pogramie podpisała kontrakt z wytwórnią płytową Moonwalk i otrzymała propozycję zagrania Sharpay Evans w estońskiej wersji musicalu High School Musical w Tallinnie (2010). Zagrała też w musicalu Kopciuszek. W styczniu 2010 wydała swój debiutancki singiel – „Parim päev”, który stał się przebojem w Estonii i był popularny w stacjach radiowych. 1 maja wydała minialbum pt. Parim päev, a latem rozpoczęła trasę koncertową po kraju. Poza tym wystąpiła w kilku odcinkach sitcomu Riigimehed i wzięła udział w programie Dancing 4 Life.
W lutym 2011 z utworem „Rockefeller Street” zwyciężyła w finale programu Eesti laul, dzięki czemu została reprezentantką kraju w 56. Konkursie Piosenki Eurowizji. Choć przed finałem konkursu była jedną z faworytek do zwycięstwa, w majowym finale konkursu zajęła przedostatnie, 24. miejsce w głosowaniu jurorów i widzów. Również w maju wydała album, również zatytułowany Rockefeller Street. W maju 2012 podała wyniki głosowania w Estonii w finale 57. Konkursu Piosenki Eurowizji.
W grudniu 2014 wydała album pt. DNA, który promowała singlami: „NYC Taxi”, „DNA”, „Meelelahutajad” (nagranym w duecie z Maią Vahtramäe) i „Isa Jälgedes” (z Risto Vürstą).

## Dyskografia
Albumy studyjne
- Jõuluvalgus (2011)
- Rockefeller Street (2011)
- DNA (2014)

Minialbumy (EP)
- Parim päev (2010)

Single
- 2010 – „Parim päev”
- 2010 – „Grammofon”
- 2011 – „Rockefeller Street”
- 2011 – „Valged Ööd”
- 2011 – „Talveöö”
- 2012 – „NYC Taxi”
- 2012 – „Jõuluvalgus”
- 2013 – „Kes on süüdi”
- 2013 – „Meelelahutajad” (z Maią Vahtramäe)
- 2014 – „Rannamaja” (z Koitem Toome)